# Sarotherodon galilaeus borkuanus
Sous-espèce
Sarotherodon galilaeus subsp. borkuanus est une sous-espèce de poissons Perciformes qui appartient à la famille des cichlidés.